# Calathea allenii
Calathea allenii là một loài thực vật có hoa trong họ Marantaceae. Loài này được Woodson mô tả khoa học đầu tiên năm 1942.